# Max-Planck-Innovation GmbH

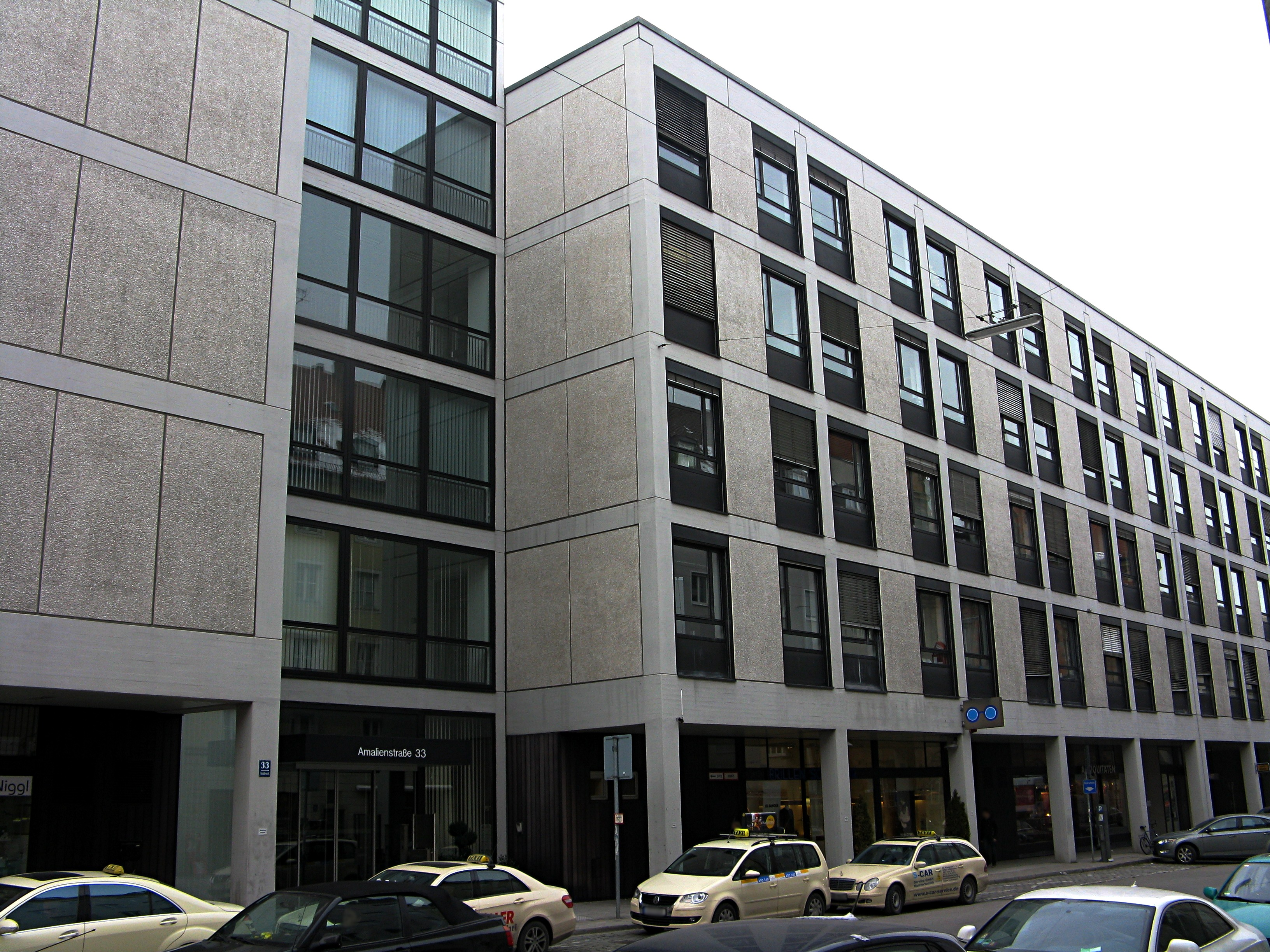
Sitz in München

Die Max-Planck-Innovation GmbH berät und unterstützt Wissenschaftler der Max-Planck-Gesellschaft bei der Bewertung von Erfindungen und der Anmeldung von Patenten. Sie vermarktet Patente und Technologien an die Industrie und coacht Gründer beim Aufbau neuer Unternehmen, die auf Forschungsergebnissen der Max-Planck-Gesellschaft basieren. Die Firma ist verantwortlich für den Technologietransfer der 86 Institute der Max-Planck-Gesellschaft.
Die Gesellschaft wurde 1970 als Garching Instrumente GmbH gegründet und operierte von 1993 bis 2006 unter dem Namen Garching Innovation.
Seit Gründung wurden rund 4.860 Erfindungen begleitet und ungefähr 2.930 Verwertungsverträge abgeschlossen. Darüber hinaus wurden seit 1990 ca. 181 Ausgründungen betreut. Der Gesamterlös für die Erfinder, die Max-Planck-Institute und die Max-Planck-Gesellschaft beläuft sich bislang auf rund 550 Millionen EUR (Stand 31. Dezember 2022). Pro Jahr kommen durchschnittlich 130 neue Erfindungsmeldungen hinzu, von denen ca. die Hälfte zu einer Patentanmeldung führt.
Mit dieser Bilanz zählt Max-Planck-Innovation weltweit zu den führenden Technologietransfer-Einrichtungen.
Wesentlich für die Arbeit der Max-Planck-Innovation sind die Leitlinien für den Wissens- und Technologietransfer der Max-Planck-Gesellschaft, letzte Fassung von März 2013 und der Erfinderleitfaden – Hinweise für Erfinder in der Max-Planck-Gesellschaft, zuletzt geändert im Jahr 2001.